# 普利茅斯聖馬可和聖約翰大學
50°25′14″N 04°06′36″W / 50.42056°N 4.11000°W
普利茅斯聖馬可和聖約翰大學（Plymouth Marjon University），原称聖馬可和聖約翰大學（University of St Mark & St John），是一座位於英國德文郡普利茅斯的大學，靠近達特穆爾國家公園和康沃爾郡邊境。只有一個校區。
以前稱為普利茅斯聖馬可和聖約翰大學學院（University College Plymouth St Mark & St John），常被簡稱為“Marjon”，2012年獲正式大學資格。

## 歷史
改大學的歷史可以追溯到位於倫敦巴特西的聖約翰學院（St John's College，1840年）和切爾西的聖馬可學院（St Mark's College，1841年）。
1923年兩學院合併，1973年因為原來的校區太小而搬遷至普利茅斯。1991年附屬埃克塞特大學，2007年獲大學學院資格。2012年獲得正式大學資格。

## 外部連結
- Student Union section of official website （页面存档备份，存于）